# Мухин, Юрий Игнатьевич
Ю́рий Игна́тьевич Му́хин (род. 22 марта 1949, Днепропетровск, Украинская ССР) — российский общественный деятель, писатель, оппозиционный политик и публицист.
Советский инженер-металлург, в 1973—1995 годах работал на Ермаковском заводе ферросплавов (Казахстан), прошёл путь до первого заместителя генерального директора по коммерческой части (с 1987 года). После продажи завода иностранной фирме переехал в Москву, где основал газету «Дуэль» и стал её главным редактором (1995—2009). Депутат Национальной ассамблеи Российской Федерации. Лидер российского общественного движения «Армия воли народа». Лидер Инициативной группы по проведению референдума «За ответственную власть!» (ИГПР «ЗОВ»). Судебный представитель Е. Я. Джугашвили, защищающего в судебных органах Российской Федерации честь и достоинство своего деда — И. В. Сталина. Генеральный директор некоммерческого партнёрства «Центр независимой журналистики».
Автор публикаций по вопросам теории управления («Делократия»), истории СССР; известен поддержкой различных теорий заговора. Автор документально-публицистических фильмов по истории СССР и общественно-политическим вопросам, литературно-художественных произведений.
Критик генетики, апологет Т. Д. Лысенко и его мичуринской агробиологии.

## Биография

### Происхождение
Юрий Мухин родился в Днепропетровске (ныне Днепр) 22 марта 1949 года.
В 1973 году окончил Днепропетровский металлургический институт. Сразу затем до 1995 г. работал на Ермаковском заводе ферросплавов (Казахстан), занимая должности от инженера до первого заместителя директора (с 1987 года при директоре С. А. Донском); был начальником центральной заводской лаборатории. Автор более чем 30 изобретений (награждён знаком «Изобретатель СССР») и статей в научно-технических журналах. В КПСС не вступал. На базе своего опыта руководителя разработал новую концепцию управления под названием «делократия» (1993).

### Общественная деятельность
В политическую деятельность вступил в начале 1990-х годов Поддерживал материально редакцию газеты «День» (ныне — «Завтра»). После раскола в 1994 году Фронта национального спасения (ФНС) на ФНС-1 Ильи Константинова и ФНС-2 Валерия Смирнова — член политсовета ФНС-2.
В 1995 году Ермаковский завод ферросплавов был продан японской фирме. Юрий Мухин вступил в конфликт с новыми владельцами завода и вынужден был покинуть Казахстан и переселиться в Москву, где в конце того же года основал газету «Дуэль», главным редактором и постоянным автором которой являлся до мая 2009 года. После прекращения выпуска газеты «Дуэль» стал главным редактором газеты «К барьеру!».
Автор многочисленных статей, нескольких десятков книг и брошюр на общественные и исторические темы. Статьи Юрия Мухина публиковались также в газете «Завтра» и в журнале «За семью печатями». Основатель серии книг о войне «Война и мы», выходящей в издательстве ЭКСМО. Основатель и лидер общественной организации «Армия воли народа» (АВН), признанной экстремистской и запрещённой Мосгорсудом осенью 2010 года. Основатель фонда «Делократия».
10 марта 2010 года подписал обращение российской оппозиции «Путин должен уйти» (подпись № 7).

### Уголовное преследование
За публикацию в 2006 году статьи своего венского корреспондента, бывшего советского диссидента, гражданина Австрии Андрея Дуброва «Смерть России» приговором от 18 июня 2009 года Савёловского районного суда г. Москвы признан виновным в совершении преступления, предусмотренного ч. 2 ст. 280 УК РФ (публичные призывы к осуществлению экстремистской деятельности, совершённые с использованием средств массовой информации); назначено наказание в виде 2 лет лишения свободы (условно) и запрещения работать главным редактором.
29 июля 2015 года решением Хамовнического суда вместе с соратником Валерием Парфёновым и журналистом РБК Александром Соколовым был заключён под стражу по обвинению в продолжении экстремистской деятельности в составе АВН, перед которой, по заявлению обвиняемых, поставили целью «создание инициативных групп по проведению референдума» о внесении поправок в Конституцию и принятия закона «За ответственную власть» (позволявшего оценивать работу депутатов, сенаторов и руководства страны после истечения их полномочий). Следствие полагает, что цель была в «расшатывании политической обстановки в сторону нестабильности и смене существующей власти нелегальным путём». Все обвиняемые просили избрать им альтернативные меры пресечения из-за состояния здоровья и наличия иждивенцев. Но суд санкционировал их нахождение в СИЗО: Мухина — до 29 сентября, а Соколова и Парфёнова — до 22 сентября.
5 августа российские правозащитники Людмила Алексеева, Светлана Ганнушкина и Лев Пономарёв опубликовали обращение, в котором назвали арест Мухина, Парфёнова и Соколова примером преследований, характерных для недемократических режимов, нарушающих базовые права и принципы демократического общества и призвали к их немедленному освобождению. Действия властей были оценены как нарушение прав граждан на объединение и на выражение своей позиции, что предусмотрено конституцией РФ, а предъявленные обвинения описаны как голословные, безосновательные и незаконные.
19 августа 2015 года Мосгорсуд отпустил Юрия Мухина под домашний арест. Проходящих по тому же делу Парфёнова и Соколова оставили в СИЗО. Дело четырёх активистов (Юрия Мухина, Александра Соколова, Валерия Парфёнова и Кирилла Барабаша) рассматривал судья Тверского районного суда Москвы Алексей Криворучко, ранее включённый в «список Магнитского». 10 августа 2017 года был оглашён приговор. Александр Соколов был осуждён на 3,5 года лишения свободы. Мухину этим же приговором было назначено 4 года лишения свободы условно с 1 годом ограничения свободы, Кириллу Барабашу дали 4 года реального лишения свободы с лишением воинского звания подполковника, Валерию Парфёнову дали также 4 года реального лишения свободы.

### Семья
Жена заведует кафедрой технологии материалов. Сын — инженер, дочь — магистр архитектуры.

## Публицистика. Основные идеи
В своих работах Юрий Мухин критикует многие общепринятые исторические положения и выдвигает собственные общественные, исторические и философские теории, включая ряд теорий заговора.
Среди основных идей, поддерживаемых Юрием Мухиным:
- Делократия: любой труд в производственной или непроизводственной сфере должен оцениваться не начальником исполнителя этого труда, а исключительно потребителем;
- первый президент России Б. Н. Ельцин умер в 1996 году, и до 2007 года его замещали двойники, которых было не менее трёх;
- пленные польские офицеры в Катыни были убиты немецкими оккупантами осенью 1941 года;
- одной из главных причин значительных потерь РККА в летней кампании 1941 года было отсутствие современной связи в советских войсках, в отличие от вермахта;
- И. В. Сталин был убит, как минимум, неоказанием помощи при инсульте, а Л. П. Берия застрелен без суда и следствия в результате заговора Н. С. Хрущёва и ряда близких к нему лиц;
- Культ личности Сталина был создан партийной номенклатурой в собственных же интересах. Культ личности основывался на личном авторитете Сталина, заработанном его умом и трудолюбием.
- репрессии, происходившие при непосредственном участии Сталина и Берии, были обоснованны (вопрос, главным образом, рассмотрен в книге «Убийство Сталина и Берия»);
- Сталин стремился к отстранению коммунистической партии от власти и превращению её в общественную организацию духовно-воспитательного типа, наподобие церкви (духовного ордена);
- приказ о приведении советских войск в полную боевую готовность перед германским нападением был отдан Сталиным своевременно — 18 июня 1941 года, однако саботирован генералитетом;
- Т. Д. Лысенко был прав во всех основных положениях своей теории, а его противники были псевдонаучными шарлатанами[12];
- основной причиной голода на Украине и Кубани (1932—1933) было уничтожение тяглового скота (волов) самими крестьянами в процессе коллективизации;
- спецслужбы разных стран в процессе многолетней коррупции и отсутствии должного контроля склонны к превращению в антигосударственные криминальные образования; в частности, теракт 11 сентября 2001 года в США, проведённый, как утверждает Мухин, ЦРУ США;
- американцы никогда не высаживались на Луну в рамках программы «Аполлон»[13]; СССР не стал развенчивать эту аферу предположительно потому, что в ответ ЦРУ раскрыло бы информацию о неблаговидной роли КГБ СССР в деле устранения Сталина и Берии;
- качество подготовки кадровых военных до Великой Отечественной войны было низким, и это, в значительной степени, предопределило поражения и излишние потери на протяжении всей войны;
- Бога не существует, однако у всех живых существ имеется «Дух» — основа животного мышления, а у человека, кроме того, душа — основа человеческой сущности, оба явления материальны, предположительно полевой структуры; «Дух» угасает вместе с прекращением окислительного обмена веществ, «душа» остаётся существовать отдельно от трупа на неопределённо долгое время; посмертное бытие души определяется тем, смог ли данный человек при жизни возвыситься над животными инстинктами или нет;
- одним из главных виновников Второй мировой войны (если не самым главным) является Польша — традиционно захватническая и антирусская политика польских правящих кругов, подстрекаемых Великобританией, послужила главным катализатором начала войны; нынешняя политика Польши также проводится в рамках этой концепции;
- победы немецких лётчиков-асов во время Второй мировой войны по большей части сфальсифицированы пропагандой Геббельса и самими лётчиками;
- ставятся под сомнение масштабы Холокоста, развивается идея об искусственной провокации антисемитизма в разных странах сионистами, чтобы ускорить отъезд евреев в Израиль, а также сотрудничество в этих целях с Гитлером;
- самолёт Боинг-747 рейса «KAL-007» был сбит 1 сентября 1983 года не советскими ПВО, а американским истребителем, не над заливом Анива, а в районе Ниигаты. СССР, имея на руках доказательства этого, не выступил с обвинениями в адрес США предположительно потому, что в ответ ЦРУ раскрыло бы информацию о неблаговидной роли КГБ СССР в деле устранения Сталина и Берии;
- теория относительности неверна и была неоднократно опровергнута[14];
- также заявлял про себя, что «давно критикует марксизм и Маркса»[15].

## «Делократия»
«Делокра́тия» — разработанная Мухиным концепция управления, дословно означающая «власть дела», противопоставляемая бюрократии — «власти бюро» (то есть, «власти стола», начальства). Согласно этой концепции, любая деятельность исполнителей и руководителей должна подчиняться в первую очередь интересам дела, а не указаниям вышестоящего руководства.
Предложена Юрием Мухиным в книге «Путешествие из демократии в дерьмократию и дорога обратно» в 1993 году. Впоследствии развита им в переработанном издании книги под названием «Наука управлять людьми», а также работе «Командировка в государство Солнца» и газете «Дуэль», главным редактором которой он являлся.
Внедрение делократии в практику управления, по Мухину, заключается в том, что для максимальной эффективности управления требуется его максимальная дебюрократизация. Иначе говоря, каждый работник должен руководствоваться не инструкциями и указаниями начальства, а тем, чего в данный момент требует порученное ему дело. При этом результаты труда также должен оценивать не начальник, а потребитель результата труда — готового продукта, услуги или полуфабриката. Методы управления, основанные на делократии, Мухин называет делократическими, а их внедрение в практику — делократизацией.
В качестве важных примеров Мухин рассматривает организацию управления в армии, на производстве и в сфере государственной службы. Делократическое управление, по Мухину, в наибольшей степени может проявляться именно в армии в условиях военных действий, где неправильно принятое решение может привести к смерти военнослужащего, и соответственно, возрастает ответственность за любые действия. В сфере производства в рамках делократизации должен вводиться полный хозрасчёт на уровне каждого конкретного работника (а не только на уровне предприятий). Контроль должен осуществляться потребителем, который не будет принимать произведённые товары и услуги, причём в роли товаров должны выступать и полуфабрикаты, а в услуги должна включаться деятельность управленцев. В качестве потребителей необходимо рассматривать и производителей, к которым поступают полуфабрикаты и продукция незавершённого производства.
В сфере власти Мухин предлагает заставить служить государство цели улучшения жизни народа (не на словах, как это часто бывает, а на практике). Для этого предлагается принять закон «О суде народа России над Президентом и членами Федерального собрания Российской Федерации». Его текст регулярно публиковался в газете «Дуэль». Реализация этого закона предусматривала бы, по Мухину, введение контроля над высшими выборными руководителями государства путём проведения суда народа по истечении срока правления президента и депутатов с возможными исходами: «Заслуживает поощрения», «Без последствий» и «Заслуживает наказания». В первом случае представитель власти объявлялся бы героем и ему отдавались бы соответствующие почести, во втором случае — по отношению к нему никаких действий не предпринималось бы, а в третьем — представитель власти должен был бы отбыть тюремное заключение, равное сроку его правления. Закон предлагается принять через механизм референдума, а инициировать проведение референдума предлагается через созданную самим же Мухиным организацию под названием «Армия воли народа».
Автор книг по менеджменту А. И. Орлов рассматривает делократию как один из вариантов делегирования полномочий. Практически реализованным вариантом делократии Орлов называет подрядный метод.
Концепция поддерживается российским публицистом Владимиром Кучеренко (публикуется под псевдонимом Максим Калашников). В книге «Цунами 2010-х» В. А. Кучеренко называет делократию одним из составляющих, способных вывести Россию в разряд стран-лидеров мирового процесса.
Концепция также получает положительные отзывы в аналитической книге «Оседлай молнию!», написанную Максимом Калашниковым в соавторстве с Юрием Крупновым.
По вопросам делократии Мухиным написаны следующие работы: «Путешествие из демократии в дерьмократию и дорога обратно», «Наука управлять людьми: изложение для каждого» и «Командировка в государство Солнца».

## Отзывы и критика
- Российский писатель-детективист А. А. Бушков: «Мухин — сыскарь от Бога (пока не заклинится на жидомасонах)»[18].
- Российский писатель-футуролог Максим Калашников (2010): «Мухин — это бренд. И когда-нибудь со стапелей сойдёт крейсер броненосный …авианосный и ракетоносный „Юрий Мухин“».
- Главный редактор журнала «Налоги и финансовое право» А. В. Брызгалин, кандидат юридических наук: «… я полностью хочу согласиться с известным оппозиционным писателем и журналистом Ю. И. Мухиным, который считает, что стратификацию общества необходимо проводить не по социальным классам и по принадлежности к средствам производства (как коммунисты), или по национальностям (как представители социал-национализма), а по принципу „созидатель“ и „паразит“»[19].
- Российский политолог, доктор политических наук С. Ф. Черняховский: «Юрий Игнатьевич — человек экстравагантный: например, у него Гитлер — самый великий полководец всех времён и народов, талантливее не то что Жукова, но и Наполеона с Суворовым вместе взятых. Теперь у него Немцов — молодец! Думаю, что большинство граждан России его мнение не разделяет»[20].
- Руководитель МБПЧ Александр Брод называет Мухина в числе антисемитских авторов, «открыто проповедующих нацизм»[21].
- Член-корреспондент РАН, главный научный сотрудник Института общей генетики имени Н. И. Вавилова РАН, доктор биологических наук, профессор И. А. Захаров-Гезехус отмечает публикации Мухина в числе тех, «в которых пропагандируются взгляды Т. Д. Лысенко и порочатся известные генетики, начиная с Н. И. Вавилова», а также отмечает, что «на сайте Ю. Мухина так представлены отстаиваемые им идеи: „— Т. Д. Лысенко был прав во всех основных положениях своей теории, а его противники были псевдонаучными шарлатанами“»[1].
- Доктор геолого-минералогических наук М. А. Назаров (ГЕОХИ РАН) о деятельности Ю. И. Мухина по шельмованию российских планетологов: « Тогда остаётся единственная возможность: показать, что эти учёные — либо дураки, либо мошенники. Другого пути просто нет. Этот путь трудный, поскольку сразу всех очернить невозможно, но дорогу осилит идущий, и Ю. И. Мухин берётся сначала за отечественных исследователей лунного вещества, которые по сообщениям СМИ получали для исследования американский лунный грунт. Бей своих, чтобы чужие боялись!»[22].
- В Федеральный список экстремистских материалов внесены статья Мухина «Обратился ли Медведев к либералам?», опубликованная в газете «К барьеру!» № 20 от 6 октября 2009 года, и книга «За державу обидно!»[23]. В 2014 году решение Серпуховского районного суда Московской области о признании книги «За державу обидно!» экстремистской отменил Мособлсуд.

## Фильмография
Помимо книг Юрий Мухин выпустил ряд публицистических фильмов на историческую тематику:
- Вождь Советского Союза (три серии)[26][27][28]
- Отгороди себя от быдла[29]
- Катынская подлость (три серии)[30]
- Приказ № 227: Ни шагу назад! (совместно с Н. П. Пчёлкиным)[31]
- Лобби Израиля в России[32]
- Союз Инвалидов Совести
- Максимум лжи и глупости (12 серий по ~7 мин)